# Gmina zbiorowa Rehden
Gmina zbiorowa Rehden (niem. Samtgemeinde Rehden) – gmina zbiorowa położona w niemieckim kraju związkowym Dolna Saksonia, w powiecie Diepholz. Siedziba administracji gminy zbiorowej znajduje się w miejscowości Rehden.

## Podział administracyjny
Do gminy zbiorowej Rehden należy pięć gmin:
1. Barver
2. Dickel
3. Hemsloh
4. Rehden
5. Wetschen